# Ida Elise Broch
Ida Elise Broch (* 25. června 1987 Oslo) je norská herečka. Je nevlastní sestrou herce Nicolaie Cleva Brocha a Christiana Cleva Brocha. Ztvárnila Catherine ve filmu Mladí rebelové a měla hlavní roli ve filmu Rozjeď to!, v seriálu Vánoce u našich a třetí řadě seriálu Lilyhammer.

## Životopis
Od základní školy účinkovala v divadelní hrách. Studovala herectví na středních školách Hartvig Nissens skole a Romerike Folkehøgskole. Na jaře 2007 opustila školu, aby mohla začít natáčet film Mladí rebelové. Na podzim roku 2008 nastoupila do Norské národní divadelní akademie (Statens teaterhøgskole).
V roce 2015 získala norskou televizní cenu Gullruten v kategorii nejlepší herečka za roli v seriálu Lilyhammer.

## Filmografie
| Rok       | Název                    | Role             | Poznámky                      |
| --------- | ------------------------ | ---------------- | ----------------------------- |
| 2007      | Rozjeď to!               | Nina             |                               |
| 2008      | Mladí rebelové           | Cathrine Halsnes |                               |
| 2008      | Twende                   | Ella             | krátký film                   |
| 2009      | Amor                     | Julie            | krátký film                   |
| 2010      | Mørke sjeler             | Maria            |                               |
| 2011      | Pax                      | Elise            |                               |
| 2013      | Detektiv Down            | Isabel Stjernen  |                               |
| 2014      | Lilyhammer               | Birgitte         | televizní seriál              |
| 2014-2016 | Det tredje øyet          | Mari Friis       | televizní seriál              |
| 2015      | Skyggene av byen – Pilot | Tina             | krátký film                   |
| 2016      | Dilapidated              | Kristin          | krátký film                   |
| 2018      | En natt                  | barmanka         | televizní seriál              |
| 2018      | Shetland                 | Trine            | televizní seriál              |
| 2019      | Vánoce u našich          | Johanne          | televizní seriál, hlavní role |
| 2020      | Livstid                  | Julie            | televizní seriál              |